# Margarornis
Margarornis – rodzaj ptaków z podrodziny ogończyków (Synallaxinae) w rodzinie garncarzowatych (Furnariidae).

## Zasięg występowania
Rodzaj obejmuje gatunki występujące w Ameryce Południowej i Centralnej.

## Morfologia
Długość ciała 13–16 cm; masa ciała 17–24 g.

## Systematyka

### Etymologia
- Margarornis: gr. μαργαρον margaron „perła”; ορνις ornis, ορνιθος ornithos „ptak”[5].
- Anabasitta: zbitka wyrazowa nazw rodzajów: Anabates[b] Temminck, 1820 (ogończyk) i Sitta Linnaeus, 1758 (kowalik)[6]. Gatunek typowy: Anabates squamiger d’Orbigny & Lafresnaye, 1838.

### Podział systematyczny
Do rodzaju należą następujące gatunki:
- Margarornis squamiger (d’Orbigny & Lafresnaye, 1839) – perłowiec ozdobny
- Margarornis rubiginosus Lawrence, 1865 – perłowiec rdzawy
- Margarornis stellatus P.L. Sclater & Salvin, 1873 – perłowiec gwiaździsty
- Margarornis bellulus Nelson, 1912 – perłowiec wspaniały